# حاج إبراهيم الشيرازي
حاجي إبراهيم شيرازي (بالفارسیة: حاج ابراهیم کلانتر) (1745-1801)، والمعروف كذلك بلقبه التشريفي اعتماد الدولة، هو رجل دولة إيراني شغل منصب كلنتار (عمدة) مدينة شيراز في أواخر عهد الدولة الزندية وأصبح بعد ذلك الصدر الأعظم للدولة القاجارية.
ورث إبراهيم من والده لقب كادخودا (مأمور) حي بالاكافت في شيراز، وأصبح لاحقًا كادخودا باشي (كبير مأموري) جميع مناطق المدينة المجاورة لبلاكافت. في عام 1781، استولى علي مراد خان زاند على شيراز لمكافحة أعمال الشغب، وطرد جميع الكادخودات، بما في ذلك إبراهيم، وأرسلهم إلى أصفهان وفرض عليهم غرامة بمقدار 40,000 تومان. سعى إبراهيم إلى استعادة مناصبه، فساعد جعفر خان زاند في الاستيلاء على شيراز في عام 1785 وعينه الشاه الجديد كالانتار شيراز. في عام 1789، اغتيل جعفر في قصره، فانحاز إبراهيم إلى جانب ابنه لطف علي خان باعتقال سيد مراد خان وإعلان لطف علي ملكًا. بعد نزاع مع لطف علي خان في عام 1790، غير إبراهيم ولائه وبايع الآغا محمد خان.
في عام 1791، سيطر إبراهيم على شيراز وأمر باعتقال جميع جنرالات الدولة الزندية، بينما كان لطف علي خان متوجهًا إلى كرمان. ألغى لطف علي خان حملته وعاد إلى جنوب فارس، حيث اشتبك مع قوات إبراهيم، ما أدى إلى هزيمته، وأكمل مسيره إلى معسكر كازرون. طلب إبراهيم المساعدة من آغا محمد خان، الذي كان يغزو أذربيجان آنذاك. ذهب آغا محمد خان إلى شيراز وعين إبراهيم حاكمًا للمقاطعة. في عام 1792، نشب قتال آخر بين لطف علي خان وإبراهيم للاستيلاء على شيراز، وأسفر عن هزيمة لطف علي خان وهروبه إلى تاباس.
في عام 1794، ألقي القبض على لطف علي خان وقُتل، وأصبح آغا محمد خان شاه إيران الجديد وعين إبراهيم الصدر الأعظم للدولة. أثناء ذلك، اضطلع إبراهيم في الشؤون الداخلية والإدارية، وكان أحد كبار مستشاري آغا محمد خان. في عام 1795، اقترح إبراهيم إقامة حفل تتويج لمحمد خان، حيث وضع التاج على رأس الملك. شهد إبراهيم عملية اغتيال آغا محمد خان في شوشا، وعاد إلى طهران بسرعة وأعلن فتح علي، ابن شقيق آغا محمد خان، الملك الجديد لمنع نشوب حرب أهلية. بقي إبراهيم في منصب الصدر الأعظم حتى عام 1801، عندما قُتل بأوامر من فتح علي شاه، الذي كان خائفًا من قوة إبراهيم. أمر علي فتح شاه بقتل معظم أفراد عائلة إبراهيم، باستثناء أحد أبنائه، علي أكبر، وابنته مهبانو خانم. أسس أحفاد إبراهيم عائلة قوام لاحقًا، التي كان لها أثر كبير خلال فترة حكم الدولة القاجارية حتى نهايتها. تولى بعض أحفاده مثل بوا الحسن خان الشيرازي مناصب مهمة وكانوا ذوي سلطة في البلاط الملكي.
اشتهر إبراهيم شيرازي بلقب صانع الملوك، وذلك للدور الذي اضطلع به في إنهاء حرب خلافة كريم خان ونقل السلطة من الدولة الزندية إلى القاجارية، فضلًا عن تنصيب أربعة ملوك، ووُصف بأنه أحد أبرز السياسيين في التاريخ الإيراني الحديث.

## خلفية

### إيران في القرن الثامن عشر
يصف المؤرخ روجر ستيفنز: «القرن الثامن عشر هو فترة مروعة في التاريخ الإيراني –القراءة عنها مروعة، والتفكر فيها مروع، ومحاولة تخيل العيش فيها مروعة». تميزت تلك الحقبة بالثورات والمجاعات والكوارث والبؤس العام وتشير التقديرات إلى أن عدد سكان البلاد انخفض من 9 ملايين إلى 6 ملايين في نهاية تلك الحقبة. كان من المتوقع أن تختفي إيران تمامًا، بعد سقوط الإمبراطورية الصفوية في عام 1722، إلا أن ظهور الجنرال السابق يدعى نادر قلي بيك –المعروف لاحقًا باسم نادر شاه الأفشاري– أنقذها من الانهيار. إلا أنه سرعان ما دخلت إمبراطوريته الأفشارية في حرب أهلية بعد وفاته المفاجئة في عام 1747. بحلول نهاية القرن، كان حفيده، شهروخ شاه، الفرد الوحيد المتبقي من سلالة نادر شاه، وحكم خراسان الكبرى في شرق إيران.